# Carrera Panamericana 1954
Navigation
Édition précédente
Les Carrera Panamericana 1954, disputées du 19 novembre 1954 au 23 novembre 1954 au Mexique, est la cinquième et dernière édition de l'épreuve et la sixième et dernière manche du Championnat du monde des voitures de sport 1954.

## Course

### Classement de la course
| Pos.     | Classe | N°  | Écurie                     | Pilote(s)                                             | Voiture                            | Étapes | Temps                      |
| -------- | ------ | --- | -------------------------- | ----------------------------------------------------- | ---------------------------------- | ------ | -------------------------- |
| 1        | S+1.5  | 19  | Erwin Goldschmidt          | Umberto Maglioli                                      | Ferrari 375 Plus Pinin Farina      | 8      | 17 h 40 min 26 s           |
| 2        | S+1.5  | 20  | Allen Guiberson            | Phil Hill Richie Ginther                              | Ferrari 375 MM Vignale             | 8      | 18 h 04 min 50 s           |
| 3        | S1.5   | 55  | Dist. VW Central, S.A.     | Hans Herrmann                                         | Porsche 550 Spyder                 | 8      | 19 h 32 min 33 s           |
| 4        | S1.5   | 56  | Jaroslav Juhan             | Jaroslav Juhan                                        | Porsche 550 Spyder                 | 8      | 19 h 33 min 09 s           |
| 5        | S+1.5  | 22  | Prado Américas             | Franco Cornacchia Enrico Peruchini                    | Ferrari 250 Monza Scaglietti       | 8      | 19 h 45 min 06 s           |
| 6        | S+1.5  | 24  | John Shakespeare           | Luigi Chinetti John Shakespeare                       | Ferrari 375 MM Pininfarina         | 8      | 20 h 10 min 28 s           |
| 7        | S+1.5  | 11  | Akton Miller               | Ak Miller Douglas Harrison                            | Caballo de Hiero Oldsmobile        | 8      | 20 h 21 min 09 s           |
| 8        | S1.5   | 54  | Monte Carlo Auto Sport     | Louis Chiron Robert Delpech                           | Osca MT4 1500 Morelli              | 8      | 20 h 34 min 56 s           |
| 9        | T+3.5  | 149 | Lincoln                    | Ray Crawford Enrique Iglesias                         | Lincoln Capri                      | 8      | 20 h 40 min 19 s           |
| 10       | T+3.5  | 103 | Lincoln                    | Walt Faulkner Francis W. Hainley                      | Lincoln Capri                      | 8      | 20 h 42 min 07 s           |
| 11       | T+3.5  | 127 | Barry Motor Sales          | Keith Andrews Blue Plemond                            | Cadillac Series 62                 | 8      | 20 h 43 min 14 s           |
| 12       | S1.5   | 58  | Dist. VW Central, S.A.     | Fernando Segura Herbert Linge                         | Porsche 550 Spyder                 | 8      | 20 h 46 min 23 s           |
| 13       | S+1.5  | 9   | Jean Trévoux               | Jean Trévoux Armando González                         | Packard Motto Special              | 8      | 20 h 48 min 31 s           |
| 14       | T+3.5  | 110 | Adolph Otterstein          | Edward A. Stringer Truman C. Wood                     | Cadillac Series 62                 | 8      | 21 h 15 min 13 s           |
| 15       | TE1.9  | 251 | Alfa Romeo Finmeccanica    | Consalvo Sanesi Giuseppe Cagna                        | Alfa Romeo 1900 TI                 | 8      | 21 h 50 min 42 s           |
| 16       | T+3.5  | 111 | Coca-Cola Mexico           | Luis Leal Solares Alfredo García Avila                | Buick Century                      | 8      | 21 h 51 min 17 s           |
| 17       | T+3.5  | 113 | Coca-Cola Mexico           | Ricardo Ramírez Joséfat Larios Zuniga                 | Buick Century                      | 8      | 21 h 59 min 34 s           |
| 18       | TE1.9  | 256 | Alfa Romeo Finmeccanica    | Sergio Mantovani Bruno Chiappa                        | Alfa Romeo 1900 TI                 | 8      | 22 h 06 min 25 s           |
| 19       | TE1.9  | 267 | Alfa Romeo Finmeccanica    | Mario Della Favera Egidio Campigotto                  | Alfa Romeo 1900 TI                 | 8      | 22 h 06 min 50 s           |
| 20       | TE1.9  | 255 | Alfa Romeo Finmeccanica    | Piero Carini Giuseppe Sambrotta                       | Alfa Romeo 1900 TI                 | 8      | 22 h 19 min 04 s           |
| 21       | T+3.5  | 119 | Pacheco y Cia              | Douglas Ehlinger Luis Solorio                         | Packard Clipper                    | 8      | 22 h 23 min 34 s           |
| 22       | T+3.5  | 115 | Coca-Cola Mexico           | Julio Mariscal Luis Pombo Rivadeneyra                 | Buick Century                      | 8      | 22 h 30 min 39 s           |
| 23       | TS     | 226 | Tommy Drisdale             | Tommy Drisdale Walter Krause, Jr.                     | Dodge V-8                          | 8      | 22 h 35 min 53 s           |
| 24       | TS     | 217 | Dickshire                  | C. D. Evans Armando Velázquez                         | Dodge V-8                          | 8      | 22 h 50 min 44 s           |
| 25       | T+3.5  | 133 | Abraham Yunes              | Raymundo Corona Enrique Ortega Aguillar               | Packard                            | 8      | 22 h 51 min 20 s           |
| 26       | T+3.5  | 124 | Baja California            | Francisco Ramírez Fonseca Alberto Maya Juarez         | Lincoln Capri                      | 8      | 22 h 52 min 16 s           |
| 27       | TS     | 231 | Ray C. Elliot              | Ray Elliott Edward B. Stark                           | Dodge V-8                          | 8      | 22 h 52 min 16 s           |
| 28       | S1.5   | 51  | Calzado Canadá S.A.        | Salvador López Chávez                                 | Porsche 550 Spyder                 | 8      | 22 h 57 min 31 s           |
| 29       | TS     | 211 | Álvarez Tostado            | Arturo Álvarez Tostado Alfredo Cabrero Porras         | Dodge V-8                          | 8      | 23 h 00 min 18 s           |
| 30       | TE1.9  | 252 | Atoyac                     | Adolfo Velázquez Horacio Ruíz                         | Alfa Romeo 1900 TI                 | 8      | 23 h 00 min 57 s           |
| 31       | TS     | 238 | Scott F. Yantis            | Scott F. Yantis                                       | Studebaker Commander               | 8      | 23 h 02 min 04 s           |
| 32       | TS     | 208 | Dehler                     | Moisés Solana Enrique Doblado                         | Dodge V-8                          | 8      | 23 h 08 min 40 s           |
| 33       | TS     | 209 | Oscar Cabalen              | Oscar Cabalén Genaro Silva                            | Ford V-8                           | 8      | 23 h 08 min 55 s           |
| 34       | TS     | 331 | Floyd Clymer               | Piero Taruffi Bob Feurchelm                           | Ford 6                             | 8      | 23 h 15 min 51 s           |
| 35       | TS     | 237 | Ferreteria del Sol         | Ramiro Aguilar, Jr. Alfonso L. Franco                 | Dodge                              | 8      | 23 h 18 min 45 s           |
| 36       | TS     | 201 | Refrescos Jarrito          | Octavio Anza Esquivel Johnny Mantz L. Constancio Ruíz | Ford                               | 8      | 23 h 19 min 06 s           |
| 37       | T+3.5  | 117 | Tony de Rosa               | Tony de Rosa Alfonso Bustos                           | Lincoln Capri                      | 8      | 23 h 27 min 31 s           |
| 38       | TS     | 219 | Malcolm Eckart             | Malcolm Eckart Carroll Hamplemann                     | Hudson Wasp                        | 8      | 23 h 28 min 09 s           |
| 39       | TS     | 218 | Puebla                     | Francisco Rodríguez Sánchez Roberto Vargas            | Dodge Royal                        | 8      | 23 h 37 min 47 s           |
| 40       | TS     | 220 | Manuel Luz Meneses         | Manuel Luz Meneses                                    | Studebaker Commander               | 8      | 23 h 47 min 42 s           |
| 41       | TS     | 232 | Félix Alberto Peduzzi      | Félix Alberto Peduzzi Eduardo del Molino              | Ford                               | 8      | 23 h 56 min 10 s           |
| 42       | TS     | 326 | Raimundo Caparrós          | Raimundo Caparrós Heldi Paladino                      | Chevrolet Bel Air                  | 8      | 24 h 01 min 33 s           |
| 43       | TS     | 243 | Osvaldo José Mantega       | Osvaldo José Mantega Ernesto Nuñez                    | Chevrolet Bel Air                  | 8      | 24 h 07 min 51 s           |
| 44       | TS     | 213 | Abelardo Matamoros         | Abelardo Matamoros Acosta Raúl Blancas                | Studebaker Commander               | 8      | 24 h 12 min 47 s           |
| 45       | TS     | 320 | Vincente Tirabasso         | Vincente Tirabasso Ruben Giscoman                     | Chevrolet Bel Air                  | 8      | 24 h 13 min 16 s           |
| 46       | TS     | 216 | Jorge Descote              | Jorge Descote Mantolin Sánchez Marín                  | Chevrolet Bel Air                  | 8      | 24 h 13 min 17 s           |
| 47       | TS     | 340 | Tadeo Taddia               | Tadeo Taddia Sebastián Messino                        | Chevrolet Bel Air                  | 8      | 24 h 16 min 41 s           |
| 48       | TS     | 342 | Baltazar Alaimo            | Baltazar Alaimo Eliseo Rodríguez                      | Chevrolet Bel Air                  | 8      | 24 h 18 min 18 s           |
| 49       | TS     | 229 | Marcos Ciani               | Marcos Ciani Juan Munguin                             | Chevrolet Bel Air                  | 8      | 24 h 20 min 28 s           |
| 50       | TS     | 227 | Enrique Paredes            | Enrique Paredes Luis Herrastri                        | Ford                               | 8      | 24 h 22 min 58 s           |
| 51       | TS     | 245 | Raúl Jaras                 | Raúl Jaras Tomás L. Bravo                             | Chevrolet Bel Air                  | 8      | 24 h 28 min 47 s           |
| 52       | TS     | 205 | Union de Choferes          | Roberto Belmar Félix San Roman                        | Studebaker Commander               | 8      | 24 h 32 min 28 s           |
| 53       | TS     | 330 | Robert C. Lilienthal       | Robert C. Lilienthal Wendell Anderson                 | Ford                               | 8      | 24 h 37 min 27 s           |
| 54       | T+3.5  | 130 | Guillermo Suhr Contreras   | Guillermo Suhr Contreras Óscar Alfonso Aguilar        | Oldsmobile Super 88                | 8      | 24 h 42 min 00 s           |
| 55       | TS     | 221 | Rafael Larocca             | Rafael Larocca Virginio Aguilar                       | Chevrolet Bel Air                  | 8      | 24 h 43 min 48 s           |
| 56       | TS     | 301 | Jorge Zorzi Olazábel       | Jorge Zorzi Olazábel Oreste Botta                     | Chevrolet Bel Air                  | 8      | 24 h 49 min 46 s           |
| 57       | TS     | 310 | Ernesto Beronio            | Ernesto Beronio                                       | Ford                               | 8      | 24 h 54 min 46 s           |
| 58       | TS     | 247 | Hernán Videla              | Hernán Videla Domingo Venturelli                      | Chevrolet Bel Air                  | 8      | 24 h 58 min 20 s           |
| 59       | TS     | 240 | Salvador Torisse           | Salvador Torisse Enrique Torrente                     | Chevrolet Bel Air                  | 8      | 25 h 03 min 34 s           |
| 60       | TS     | 303 | Ángel de la Rosa           | Ángel de la Rosa Ángel Antenone                       | Chevrolet Bel Air                  | 8      | 25 h 11 min 40 s           |
| 61       | T+3.5  | 107 | Manuel Acosta Muñoz        | Manuel Acosta Muñoz Fernando Najera                   | Buick Century                      | 8      | 25 h 15 min 09 s           |
| 62       | TS     | 241 | Pablo Gulle                | Pablo Gulle Domingo Reyes                             | Chevrolet Bel Air                  | 8      | 25 h 33 min 21 s           |
| 63       | TS     | 233 | Andrés Ferreno Barreiro    | Andrés Ferreno Barreiro Luis María Martorani          | Ford                               | 8      | 25 h 43 min 39 s           |
| 64       | TS     | 314 | Daniel Musso               | Daniel Musso Alejandro Navarro                        | Ford                               | 8      | 25 h 52 min 59 s           |
| 65       | TS     | 321 | Melvin H. Stickney         | Melvin H. Stickney Walter E. von Schoenfeld           | Ford                               | 8      | 25 h 53 min 38 s           |
| 66       | TS     | 325 | Luis Egidio Parnisari      | Luis Egidio Parnisari Mario A. Alfaro                 | Ford V-8                           | 8      | 26 h 01 min 04 s           |
| 67       | S1.5   | 59  | Otto Becker Estrada        | Otto Becker Estrada                                   | Porsche 356 1500 Super             | 8      | 26 h 07 min 59 s           |
| 68       | TS     | 323 | Joaquin Salas Ferrer       | Joaquin Salas Ferrer Carlos Buenaventura Pérez        | Ford                               | 8      | 26 h 13 min 38 s           |
| 69       | TS     | 305 | Alberto Loguló             | Alberto Loguló Ismael Cañas                           | Ford                               | 8      | 26 h 16 min 22 s           |
| 70       | S1.5   | 53  | Ernst-Joachin Hirz         | Ernst-Joachin Hirz                                    | Porsche 356 1500 Super             | 8      | 26 h 22 min 24 s           |
| 71       | TS     | 332 | Carlos Pfeffer             | Carlos Pfeffer                                        | Ford                               | 8      | 26 h 31 min 25 s           |
| 72       | TS     | 334 | César Óscar Vidales        | César Óscar Vinales                                   | Ford                               | 8      | 26 h 40 min 32 s           |
| 73       | TS     | 312 | Óscar Cremer               | Óscar Cremer Marcos Pliego                            | Ford                               | 8      | 26 h 56 min 19 s           |
| 74       | TE1.9  | 253 | Carl Borgward              | Adolf Brudes Erick Bock                               | Borgward Isabella                  | 8      | 27 h 02 min 36 s           |
| 75       | TS     | 316 | Pedro Petinari             | Pedro Petinari                                        | Ford                               | 8      | 28 h 15 min 48 s           |
| 76       | TS     | 242 | Antonio Pingeon            | Antonio Pingeon Manuel José Galandrino                | Ford                               | 8      | 28 h 18 min 23 s           |
| 77       | TS     | 313 | Americo Guzzini            | Americo Guzzini Bernardo Guzzini                      | Ford Crestline Custom 2 Door Coupe | 8      | 29 h 02 min 01 s           |
| 78       | TE1.9  | 261 | Alfonso de Hohenlohe       | Alfonso de Hohenlohe Alberto Álvarez                  | Volkswagen 1200 De Luxe            | 8      | 30 h 14 min 12 s           |
| 79       | TE1.9  | 263 | Alfonso de Hohenlohe       | Manuel Hinke                                          | Volkswagen 1200 De Luxe            | 8      | 30 h 15 min 54 s           |
| 80       | TE1.9  | 262 | Alfonso de Hohenlohe       | Jan Wyers Rene Wyers                                  | Volkswagen 1200 De Luxe            | 8      | 30 h 17 min 56 s           |
| 81       | TS     | 246 | Bartollo Abello            | Bartollo Abello Adolfo Cañas                          | Ford                               | 8      | 31 h 01 min 04 s           |
| 82       | TE1.9  | 270 | Alfonso de la Peña Cardona | Alfonso de la Peña Cardona                            | Volkswagen 1200 De Luxe            | 8      | 31 h 01 min 43 s           |
| 83       | TE1.9  | 271 | Alfonso de Hohenlohe       | Axel Wars                                             | Volkswagen 1200 De Luxe            | 8      | 31 h 04 min 41 s           |
| 84       | TE1.9  | 272 | Ara Arakelian              | Ara Arakelian                                         | Volkswagen 1200 De Luxe            | 8      | 31 h 11 min 07 s           |
| 85       | TE1.9  | 269 | Juan de Aguinaco           | Juan de Aguinaco                                      | Volkswagen 1200 De Luxe            | 8      | 31 h 15 min 59 s           |
| 86 DISQ  | S1.5   | 100 | Jacqueline Evans de López  | Jacqueline Evans                                      | Porsche 356 SL                     | 8      | Temps limite atteint       |
| 87 DNF   | T+3.5  | 106 | Philips Radio Mexico       | Félix Cerda Loza Raúl Aguilar                         | Lincoln Capri                      | 7      | ?                          |
| 88 DNF   | T+3.5  | 112 | Coca-Cola Mexico           | Fernando Razo Maciel Sergio Campos Yanez              | Buick Century                      | 7      | Accident                   |
| 89 DNF   | T+3.5  | 122 | Pat Zoccano                | Pat Zoccano                                           | Buick                              | 6      | ?                          |
| 90 DNF   | TS     | 212 | Dan Morgan                 | Dan Morgan Frank Valchucks                            | Ford                               | 6      | Accident                   |
| 91 DNF   | T+3.5  | 116 | Super Diesel               | Alfonso César Franco José Hernández                   | Buick Riviera                      | 5      | ?                          |
| 92 DNF   | TS     | 203 | Leonel M. Garza            | Leonel M. Garza Leobardo Elizondo                     | Chevrolet Bel Air                  | 5      | ?                          |
| 93 DNF   | TS     | 210 | Hollywood Deeptone         | 'Flash' Gordon Roberto Castañeda                      | Ford                               | 5      | ?                          |
| 94 DNF   | TS     | 215 | Productos Automotrices     | Carlos Díaz Garcilazo Federico Carazín                | Studebaker Champion                | 5      | Accident                   |
| 95 DNF   | TE1.9  | 268 | Alfa Romeo Finmeccanica    | Bruno Bonini Piero Zanavoni                           | Alfa Romeo 1900 TI                 | 5      | Accident                   |
| 96 DNF   | TS     | 315 | Victorio Menghi            | Victorio Menghi Leopoldo Olvera Zabado                | Chevrolet Bel Air                  | 5      | Accident mortel (Zabado)   |
| 97 DNF   | TS     | 319 | Santos Martín              | Santos Martín Horacio Zumelzu                         | Ford                               | 5      | ?                          |
| 98 DNF   | TS     | 328 | Carlos Battilana Olazábal  | Carlos Battilana Olazábal Óscar Martorani             | Ford                               | 5      | ?                          |
| 99 DNF   | S+1.5  | 13  | Javier Velázquez           | Francisco Ibarra Fernando Pinal                       | Jaguar C-Type                      | 4      | Fuite d'huile              |
| 100 DNF  | S+1.5  | 16  | Óscar Fano Bush            | Óscar Fano Bush Roberto Barajas                       | Jaguar XK120                       | 4      | Mécanique                  |
| 101 DNF  | TS     | 207 | Lineas Union del Sur       | Olegario Pérez Pliego Asención Morales                | Ford                               | 4      | Mécanique                  |
| 102 DNF  | TS     | 222 | Bujias MexiCanas           | Héctor Ortiz Palacios Vicente Solar                   | Dodge Royal                        | 4      | Accident                   |
| 103 DNF  | TS     | 230 | Plinio Larocca             | Plinio Larocca Rogelio Cruz                           | Ford                               | 4      | Mécanique                  |
| 104 DNF  | TS     | 250 | Patricio Achura            | Patricio Achurra Sánchez Jean Safont                  | Ford                               | 4      | Accident                   |
| 105 DNF  | S+1.5  | 10  | Allen Guiberson            | Joaquin Palacio Pover Celso Fernández                 | Pegaso Z-102 BS Touring            | 3      | Accident                   |
| 106 DNF  | S+1.5  | 32  | Cabero                     | Alberto del Campo Jorge Mejía Martínez                | Cabero Special Ford                | 3      | Accident                   |
| 107 DNF  | S1.5   | 60  | Carl Borgward              | Karl-Günther Bechem Rudolf Herzog                     | Borgward Rennsport 55              | 3      | Accident                   |
| 108 DNF  | T+3.5  | 105 | Gas Atlas                  | Miguel García Bastida Pedro Gómez                     | Lincoln Capri                      | 3      | Roue                       |
| 109 DNF  | TS     | 204 | Mickey Thompson            | Mickey Thompson Rodger Flores                         | Ford                               | 3      | Accident                   |
| 110 DISQ | TS     | 225 | Frank Davis                | Frank Davis Dennis Cannon                             | Dodge                              | 3      | Accident                   |
| 111 DNF  | TS     | 234 | Eduardo d'Alessandro       | Eduardo D'Alessandro Francisco Vega Monroy            | Chevrolet Bel Air                  | 3      | Temps limite atteint       |
| 112 DNF  | TS     | 249 | Eugenio Guerrero           | Eugenio Guerrero Ricardo Varela                       | Dodge                              | 3      | Mécanique                  |
| 113 DNF  | TE1.9  | 257 | Alfa Romeo Finmeccanica    | José Antonio Solana Luis Leguizamo                    | Alfa Romeo 1900 TI                 | 3      | ?                          |
| 114 DNF  | TS     | 311 | Bartolomé Ortiz            | Bartolomé Ortiz Aurelio Lara                          | Ford                               | 3      | Moteur                     |
| 115 DNF  | TS     | 341 | Eugenio Modica             | Eugenio Modica Ignacio Espina                         | Chevrolet Bel Air                  | 3      | Accident                   |
| 116 DNF  | S1.5   | 52  | Escuderia Espaňa           | Roberto Mieres                                        | Osca MT4 1500                      | 2      | Moteur                     |
| 117 DNF  | T+3.5  | 101 | Ángel Acar                 | Ángel Acar Valle Heriberto Angulo                     | Lincoln Capri                      | 2      | ?                          |
| 118 DNF  | TE1.9  | 265 | David Cerezo               | David Cerezo Carlos A. Palacios                       | Alfa Romeo 1900T                   | 2      | Accident                   |
| 119 DNF  | TS     | 318 | Antonio Gómez              | Antonio Gómez                                         | Ford                               | 2      | ?                          |
| 120 DNF  | S+1.5  | 8   | Donald Healey              | Carroll Shelby Ray Jackson-Moore                      | Austin-Healey 100S                 | 1      | Accident                   |
| 121 DNF  | S1.5   | 61  | Carl Borgward              | Franz Hammernick Fritz Jüttner                        | Borgward Rennsport 55              | 1      | Accident                   |
| 122 DNF  | S1.5   | 62  | Manfredo Lippmann          | Manfredo Lippmann                                     | Osca MT4 2AD 1500 Morelli Super    | 1      | Mécanique                  |
| 123 DNF  | T+3.5  | 108 | Lincoln                    | Bill Vukovich Vern Houle                              | Lincoln Capri                      | 1      | Accident                   |
| 124 DNF  | T+3.5  | 114 | Coca-Cola Mexico           | Héctor Riva Palacio Roberto García                    | Buick Century                      | 1      | ?                          |
| 125 DNF  | T+3.5  | 123 | Luis Rafael Garzón         | Luis Rafael Garzón Luis Alfonso Murcia                | Lincoln Capri                      | 1      | Accident                   |
| 126 DNF  | TS     | 206 | Pedro Ovies Sánchez        | Pedro Ovies Sánchez Federico Tomeu                    | Ford                               | 1      | ?                          |
| 127 DNF  | TS     | 228 | Pepe Russo                 | Pepe Russo Pedro González                             | Ford                               | 1      | ?                          |
| 128 DNF  | TE1.9  | 258 | Pedro J. Llano             | Pedro J. Llano                                        | Alfa Romeo 1900T                   | 1      | ?                          |
| 129 DNF  | TE1.9  | 260 | Guillermo Airaldi          | Guillermo G. Airaldi                                  | Alfa Romeo 1900T                   | 1      | ?                          |
| 130 DNF  | S+1.5  | 1   | John Edgar                 | Jack McAfee Ford Robinson                             | Ferrari 375 Plus Pinin Farina      | 0      | Accident mortel (Robinson) |
| 131 DNF  | S+1.5  | 2   | Scuderia Espana            | Alfonso de Portago                                    | Ferrari 750 Monza Scaglietti       | 0      | Tuyau d'huile              |
| 132 DISQ | S+1.5  | 3   | Dominicana                 | Porfirio Rubirosa Ernie McAfee                        | Ferrari 500 Mondial Scaglietti     | 0      | Temps limite atteint       |
| 133 DISQ | S+1.5  | 4   | Erwin Goldschmidt          | Roberto Bonomi Carlos Peyloubet                       | Ferrari 375 MM                     | 0      | Temps limite atteint       |
| 134 DNF  | S+1.5  | 6   | Jack Ensley                | Robert Christie                                       | Kurtis-Nash 500S                   | 0      | Moteur                     |
| 135 DNF  | S+1.5  | 7   | Donald Healey              | Lance Macklin Donald Healey                           | Austin-Healey 100S                 | 0      | Allumage                   |
| 136 DNF  | S+1.5  | 12  | Bill von Esser             | Bill von Esser Ernest Pultz                           | Chevrolet Corvette                 | 0      | Moteur                     |
| 137 DISQ | S+1.5  | 14  | Hotel del Prado            | Giovanni Bracco Riccardo Livocchi                     | Ferrari 750 Monza Scaglietti       | 0      | Temps limite atteint       |
| 138 DISQ | S+1.5  | 17  | Duane Carter               | Duane Carter                                          | Kurtis-Oldsmobile 500S             | 0      | Temps limite atteint       |
| 139 DNF  | S1.5   | 99  | Cruz Blanca                | Jim Cassidy                                           | Cassidy Special MG                 | 0      | Mécanique                  |
| 140 DNF  | T+3.5  | 102 | Lincoln                    | Chuck Stevenson Chuck Daigh                           | Lincoln Capri                      | 0      | Moteur                     |
| 141 DNF  | T+3.5  | 104 | Lincoln                    | Johnny Mantz                                          | Lincoln Capri                      | 0      | Moteur                     |
| 142 DNF  | T+3.5  | 109 | Lincoln                    | Jack McGrath Manny Ayulo                              | Lincoln Capri                      | 0      | Accident                   |
| 143 DNF  | T+3.5  | 118 | Lincoln                    | Ferdinando de Leeuw Murphy Victor Becerra             | Lincoln Capri                      | 0      | Moteur                     |
| 144 DNF  | T+3.5  | 120 | Ronald R. Ferguson         | Leonard D. Sutton Ronald R. Ferguson                  | Lincoln Capri                      | 0      | Mécanique                  |
| 145 DNF  | T+3.5  | 128 | Ernest C. Hall             | Ernest C. Hall Louis Unser                            | Buick                              | 0      | Mécanique                  |
| 146 DNF  | T+3.5  | 167 | Converse Motors            | Bob Korf Walter A. Judge                              | Chrysler                           | 0      | Mécanique                  |
| 147 DNF  | TS     | 202 | Refrescos Jarrito          | Ricardo Anza Ricardo López Ramírez                    | Ford 6                             | 0      | Accident                   |
| 148 DNF  | TE1.9  | 254 | Anaconda Nacional          | Guido Mancini Francisco Mijares                       | Alfe Romeo 1900 T                  | 0      | Mécanique                  |
| 149 DNF  | TS     | 302 | Jean-Manuel Bordeu         | Juan Manuel Bordeu Raúl Bujeiro                       | Chevrolet Bel Air                  | 0      | Mécanique                  |
| 150 DNF  | TS     | 324 | Humberto Maneglia          | Humberto Maneglia Ramón Leal Contreras                | Dodge Royal                        | 0      | Mécanique                  |